# AO Возничего
AO Возничего (лат. AO Aurigae) — одиночная переменная звезда в созвездии Возничего на расстоянии приблизительно 12779 световых лет (около 3918 парсеков) от Солнца. Видимая звёздная величина звезды — от +11,3m до +10,38m.

## Характеристики
AO Возничего — жёлто-белая пульсирующая переменная звезда, классическая цефеида (DCEP) спектрального класса F5-G0. Эффективная температура — около 5459 К.